# Поленца
Поленца (итал. Pollenza) насеље је у Италији у округу Мачерата, региону Марке.
Према процени из 2011. у насељу је живело 1846 становника. Насеље се налази на надморској висини од 339 м.

## Становништво
| 1931. | 1936. | 1951. | 1961. | 1971. | 1981. | 1991. | 2001. | 2011. |
| ----- | ----- | ----- | ----- | ----- | ----- | ----- | ----- | ----- |
| 5.214 | 5.525 | 5.686 | 5.073 | 5.181 | 5.467 | 5.550 | 5.823 | 6.583 |